# Phrynobatrachus vogti
Phrynobatrachus vogti är en groddjursart som beskrevs av Ahl 1924. Phrynobatrachus vogti ingår i släktet Phrynobatrachus och familjen Phrynobatrachidae. IUCN kategoriserar arten globalt som otillräckligt studerad. Inga underarter finns listade i Catalogue of Life.